# Прудок (Тверская область)
 Прудок  — деревня в Жарковском муниципальном округе Тверской области.

## География
Находится в юго-западной части Тверской области на расстоянии приблизительно 25 км по прямой на запад-северо-запад по прямой от районного центра поселка Жарковский.

## История
Деревня уже была отмечена на карте Шуберта западной части России (1826—1840 года). В 1859 году здесь (деревня Поречского уезда Смоленской губернии было учтено 4 двора, в 1927 — 30. До 2022 года входила в состав ныне упразднённого Новосёлковского сельского поселения.

## Население
Численность населения: 31 человек (1859 год), 5 (русские 100 %) в 2002 году, 7 в 2010.